# Dino Crisis 2
Dino Crisis 2 là một trò chơi hành động phiêu lưu dành cho hệ máy PlayStation do Capcom Production Studio 4 phát triển và Capcom phát hành năm 2000, phiên bản Microsoft Windows phát hành vào năm 2002. Đây là phần thứ hai trong dòng game Dino Crisis và là phần tiếp theo của bản gốc Dino Crisis.
Sau các sự kiện của trò chơi trước, nghiên cứu không an toàn về Third Energy bóp méo thời gian đã dẫn đến việc toàn bộ cơ sở nghiên cứu, tổ chức quân sự và đô thị hư cấu của Thành phố Edward được chuyển đến một thời điểm khác, cùng với tất cả cư dân của nó. Đội đột kích hoạt động bí mật Regina trở lại với tư cách là một trong những nhân vật chính có thể chơi được, được cử đi cùng với vai trò cố vấn cho đội cứu hộ du hành xuyên thời gian để tìm những người sống sót sau thời gian dịch chuyển và khôi phục dữ liệu về các thí nghiệm Third Energy. Dylan Morton, trưởng nhóm giải cứu, là nhân vật thứ hai có thể chơi được. Mặc dù ban đầu Dylan và Regina đi theo con đường riêng của họ, nhưng cuối cùng họ lại hợp lực để tìm đường quay trở lại hiện tại. Người chơi chuyển đổi giữa việc điều khiển Regina và Dylan tại các điểm cụ thể trong câu chuyện.

## Lối chơi

Dylan đang bắn vào một con Velociraptor.

Dino Crisis 2 thuộc thể loại phiêu lưu hành động sử dụng các góc quay camera được xác định trước. Capcom Production Studio 4 đã thay đổi trọng tâm của dòng game từ thể loại kinh dị sinh tồn của bản Dino Crisis đầu tiên bằng cách tạo ra trải nghiệm kiểu arcade nhiều hành động hơn, bao gồm các khu vực mở hơn, nhiều loại vũ khí và kẻ thù hơn và ít chú trọng hơn vào các câu đố.
Khi người chơi giết khủng long liên tiếp, chống lại các cuộc tấn công và tránh thiệt hại trong các khu vực, thì sẽ kiếm được điểm "Extinction Points" một dạng tiền tệ trong game dùng để đối chiếu khi người chơi di chuyển giữa các địa điểm. Xuyên suốt trò chơi, người chơi có thể định vị và sử dụng các trạm máy tính hoạt động như một điểm lưu dùng để lưu và tải game. Người chơi cũng có thể dành Extinction Points cho vũ khí mới, nâng cấp, túi máu và đạn dược. Ngoài ra còn có băng cấp cứu (dùng để ngăn chảy máu). Loại chấn thương này xảy ra khi người chơi nhận sát thương từ một số đòn tấn công nhất định và dẫn đến việc cột máu bị rút chậm hơn.
Có hai dạng vũ khí trong trò chơi, vũ khí chính và phụ; người chơi chỉ có thể trang bị từng cái một. Vũ khí chính cung cấp nhiều sát thương nhất và được sử dụng cho phần lớn các cuộc tấn công, ví dụ như shotgun, súng phun lửa và súng trường trong khi vũ khí phụ được sử dụng để vượt qua các chướng ngại vật, như dao rựa để cắt dây leo thực vật và súng tường lửa tạo ra một bức tường tạm thời chống lại kẻ thù. Trong suốt quá trình người chơi chuyển đổi vai trò giữa Regina và Dylan, hai người có vũ khí khác nhau, khiến một số đoạn đường bị chặn cho người này nhưng lại có thể tiếp cận được cho người kia.

### Extra Crisis
Sau khi hoàn thành trò chơi chính, có một chế độ có thể mở khóa được gọi là Extra Crisis với hai mục chơi: "Dino Colosseum" và "Dino Duel". Colosseum là một mục chơi kiểu sinh tồn trong đó một nhân vật được chọn với vũ khí được lập sẵn chống lại hàng loạt cuộc tấn công của một số loài khủng long, càng lớn và càng nguy hiểm hơn. Sau khi hoàn thành, người chơi được chấm điểm và trao một chiếc cúp về việc họ thể hiện tốt như thế nào. Dino Duel là mục chơi cho phép người chơi điều khiển một con khủng long và chiến đấu với người khác theo phong cách của một game đối kháng. Hoàn thành mục chơi này với những khó khăn gấp bội cho phép nhiều nhân vật và khủng long có sẵn để mua, sử dụng điểm Extinction Points cuối cùng được thu thập từ lần chơi đó. Chúng bao gồm Gail và Rick, hai nhân vật trong phần đầu tiên. Khủng long cũng có thể được sử dụng trong Dino Colosseum, tuy nhiên, chúng phải được mở khóa bằng cách hoàn thành game ở chế độ bình thường hoặc khó hơn.

## Nhân vật
- Regina (Stephanie Morgenstern) - Một thành viên của Secret Operations Raid Team (SORT), Regina là nhân vật trở lại duy nhất từ Dino Crisis góp mặt trong câu chuyện chính. Cô cực kỳ thông minh và ngay từ đầu đã nghi ngờ về khả năng của Dylan, cũng như gọi anh là "Mr. Barbarian", trước khi tự đi một mình.
- Dylan Morton (Gabriel Hogan) - Đến từ Đội Thu thập và Trinh sát Chiến thuật (Tactical Reconnaissance and Acquisition Team - TRAT), một nhóm bí ẩn gồm các nhân vật mờ ám được tuyển dụng từ Lực lượng Đặc biệt của Quân đội Hoa Kỳ (United States Army Special Forces). Họ tập trung vào các hoạt động lật đổ, e.g. vượt ngục và nổi dậy.
- Paula Morton (Lisa Yamanaka) - Nhân vật xuất hiện định kỳ. Cô gái tuổi teen này là một phần của tổ chức đội mũ, kẻ địch với Regina và Dylan. Cô có vẻ trẻ con và không thể nói thành câu hoàn chỉnh. Paula chia sẻ mối liên hệ đặc biệt với Dylan.
- David Fork (Eric Hempsall) - Một thành viên TRAT nổi bật khác, David là một chuyên gia vũ khí hạng nặng và là bạn của Dylan. Anh bị tách khỏi những người khác trong đoạn phim mở đầu. David có tính khoe khoang, trung thành và biết lái trực thăng.
- Đại tá Dylan Morton - Xuất hiện dưới dạng ảnh ba chiều ở cuối trò chơi, Đại tá Morton đóng một vai trò quan trọng trong câu chuyện. Ông tiết lộ sự thật về những kẻ tấn công đội mũ và điều gì đã xảy ra với cuộc thử nghiệm.

## Cốt truyện
Ngày 10 tháng 5 năm 2010, đơn vị TRAT của Quân đội Hoa Kỳ được triển khai để điều tra vụ mất tích của Thành phố Edward và vùng nông thôn xung quanh. Nhiệm vụ của họ bao gồm Du hành qua Cổng Thời gian, xác định vị trí của 1300 người sống sót và thu thập dữ liệu còn sót lại về Dự án Năng lượng Thứ ba. Đặc vụ tình báo Regina được mời làm cố vấn do kinh nghiệm trong quá khứ. Trong quá trình đó, trại của đội bị một bầy Velociraptor tấn công, chỉ còn Trung úy Dylan Morton, Regina và David, đặc nhiệm TRAT, là những người duy nhất sống sót. Các con velociraptor bỏ chạy khi Tyrannosaurus rex tấn công nhóm. David làm hỏng mắt con khủng long bạo chúa bằng một quả lựu đạn phóng tên lửa để cho Dylan và Regina có cơ hội trốn thoát. Regina quay trở lại con tàu vận chuyển trong khi Dylan đi vào rừng, anh phát hiện ra một nhân vật bí ẩn đội mũ khi đang điều tra một cơ sở quân sự. Khi đến nơi, anh phải đối mặt với một con T. rex bị thương. Trong khi trốn thoát đến doanh trại, anh bị những kẻ tấn công đội mũ bắn. Sau đó, anh cố gắng lấy một thẻ khóa, nó kích hoạt cảnh báo an ninh khiến anh bị giam giữ.

## Đón nhận
Phiên bản PlayStation nhận được "đánh giá chung là thuận lợi" theo tổng hợp đánh giá của Metacritic. Tại Nhật Bản, Famitsu đã cho nó có số điểm là 32 trên 40.
Ben Stahl của GameSpot nhận xét phần Dino Crisis đầu tiên giống như thể Capcom "thay thế thây ma bằng khủng long ăn thịt" cho phần ngoại truyện của Resident Evil. Tuy nhiên, ông nhận thấy Dino Crisis 2 là "một trải nghiệm thú vị, thuần túy, không còn bị coi là một mục khác của thể loại kinh dị sinh tồn", vì nó "tránh được sự rập khuôn của thể loại này và mang đến một trong những trải nghiệm mới mẻ cho thể loại phiêu lưu hành động cho đến nay." Doulass C. Perry của IGN đồng tình trò chơi đã "bỏ đi nhịp độ chậm chạp, vẻ ngoài quỷ quái và những mánh khóe gây sốc rùng rợn, ám ảnh của của chính Resident. Perry thậm chí còn dành nhiều lời khen hơn cho trò chơi "Các sinh vật và thiết kế đều xuất sắc, và bối cảnh rừng rậm, đặc biệt là môi trường dưới nước, đơn giản là đỉnh cao." Bài đánh giá của GamePro nhận xét "âm thanh chắc nịch, với một bản nhạc không phô trương kết hợp hài hòa với các hiệu ứng trò chơi, như tiếng xào xạc kể chuyện của tán lá trước cú nhảy của bọn khủng long ăn thịt khiến cổ họng bạn không bị J-pop át đi." Edge cho sáu trên tổng số mười "Điều Dino Crisis 2 đặc biệt xuất sắc là lấy tất cả các yếu tố từ đền thờ kinh dị sinh tồn và trau dồi chúng để tiêu thụ phổ biến. [...] Ngay cả phân cảnh dưới nước, cũng được trình bày tốt và thực hiện xuất sắc , không đủ để nhấn chìm cảm giác rằng thể loại kinh dị sinh tồn đã đi vào ngõ cụt sáng tạo."
Marc Saltzman của The Cincinnati Enquirer đã tuyên bố, "Nhìn chung, Dino Crisis 2 là phần tiếp theo tuyệt vời mang đến nhiều pha hành động gay cấn, phong cảnh đẹp và cả sự khủng bố nồng nhiệt." Saltzman nói thêm "các nhiệm vụ như chạy xung quanh để tìm chìa khóa có thể rất tẻ nhạt. Và một số phần hành động của trò chơi cũng có thể bị lặp lại." A.A. White của GameRevolution cảm thấy lối chơi "giống như trò chơi điện tử" "làm mất đi một chút chủ đề kinh dị - sinh tồn." Ông cũng lưu ý rằng "lối chơi qua lại sau một thời gian sẽ mệt mỏi" và có thể "rất dễ bị phân tâm khỏi cốt truyện và cuốn vào quá trình tích lũy cho kho vũ khí." Tuy nhiên, Greg Orlando của NextGen cho biết, "Đồ họa đẹp, khả năng điều khiển chắc tay và hành động gay cấn vẫn không thể lấn át việc các nhân vật chính khá buồn tẻ và thời gian hành động bị rút ngắn nghiêm trọng." 
Giống như tiền nhiệm, Dino Crisis 2 là một thành công thương mại, với phiên bản PlayStation bán được 1,19 triệu bản trên toàn thế giới. Capcom sau đó sẽ phát hành lại trò chơi cho PC và đưa nó lên PlayStation Network ở Mỹ và Nhật Bản.